# Dichaetomyia umbrosa
Dichaetomyia umbrosa är en tvåvingeart som beskrevs av Fritz Isidore van Emden 1965. Dichaetomyia umbrosa ingår i släktet Dichaetomyia och familjen husflugor. Inga underarter finns listade i Catalogue of Life.